# Manuel Bartlett Bautista
Manuel Bartlett Bautista (Tenosique, Tabasco; 23 de diciembre de 1893 - Ciudad de México, 24 de abril de 1963) fue un abogado y político mexicano, miembro del Partido Revolucionario Institucional. Se desempeñó como gobernador de Tabasco durante dos años, cuando tuvo que renunciar por presiones políticas. Asimismo, fue Ministro de la Suprema Corte de Justicia de la Nación entre 1941 y 1952.

## Biografía

### Primeros años
Nació en Tenosique, Tabasco, el 23 de diciembre de 1894, sus padres fueron Gabriel Bartlett Cámara y Teodora Bautista. Desde muy joven fue un decidido luchador: a los 17 años de edad, el 22 de mayo de 1913, hace un mitin político en el Instituto Juárez, de Villahermosa, y sale de él, en compañía de otros estudiantes, gritando: "¡Viva Madero!" El entonces director del Instituto, Gonzalo Acuña Pardo, no tolera esta actitud y ordena la expulsión de Manuel Bartlett Bautista, Clotario Margalli González, Horacio Brindis de la Flor, y de algunos jóvenes más. El joven Bartlett Bautista viaja entonces a la Ciudad de México para continuar sus estudios, y el 17 de abril de 1920 recibe el título de abogado. Contrae matrimonio con Isabel Díaz Castilla (sobrina del poeta veracruzano Salvador Díaz Mirón), con quien procrea seis hijos: Isabel, Manuel, María de la Concepción, María de los Ángeles, Gabriel y Lilia.

## Carrera Política
En 1921 fue elegido diputado al Congreso Local. De 1940 a 1951 se desempeñó como Ministro de la Suprema Corte de Justicia de la Nación.
El 1 de enero de 1953, Manuel Bartlett Bautista, tomó posesión como Gobernador del Estado de Tabasco. La construcción de obras hidrológicas y de infraestructura carretera fueron dos de los principales objetivos de su gobierno.
En marzo de 1953, se inician las obras en la cuenca baja del Río Grijalva, logrando para 1954 rescatar grandes extensiones de tierra e impidiendo por primera vez, aun cuando no en su totalidad, inundaciones y desastres causadas por el desbordamiento de los ríos.
En el sector agrícola y ganadero, enfrentó los añejos problemas de estos sectores, las constantes inundaciones que destruían los campos productivos; las sequías, que paradójicamente se presentan en determinadas regiones y épocas del año, a causa de la falta de sistemas de irrigación; plagas y enfermedades, técnicas anacrónicas de cultivo que trae como consecuencia bajos rendimientos productivos; la organización de los productores del campo y la escasez de crédito oficial y privado.
Con el propósito de contrarrestar estos males, Bartlett llevó a cabo diversas acciones que permitieron sentar las bases para impulsar el desarrollo agropecuario de Tabasco. Así se otorgaron subsidios a los productores de copra y cacao. Se impulsó la organización de los cacaoteros, constituyéndose la federación regional.
En salud inició campañas de vacunación y de lucha contra la malaria (o paludismo), así como enfermedades contagiosas y parasitarias. En materia educativa se dedica el 30 % del presupuesto para este sector. Durante su administración se creó un mayor número de edificios escolares, incrementándose en 12 % la infraestructura para la educación básica. Se crearon nuevas carreras en el Instituto Juárez, tales como la de ingeniero topógrafo, veterinario, contador privado y farmacéutico.
El año de 1955, en que debían efectuarse elecciones federales y locales, estuvo dominado por los acontecimientos políticos. Comenzó con la visita del dirigente nacional del PRI, el general Gabriel Leyva Velázquez, quien asistió a diversos actos de militancia partidista en compañía del gobernador Bartlett. Las cosas no marchaban del todo bien, la ley electoral tabasqueña era muy liberal en lo relativo a partidos políticos, pues bastaban cien firmas para la formación de un partido político municipal. Esto condujo a la proliferación de asociaciones políticas de alcance estrictamente local, que se enfrentaban entre sí constantemente y generaban una gran agitación; el primer partido en organizarse fue el Partido de Comalcalco, cuyo ejemplo pronto fue imitado en el resto de los municipios.
En medio de esta tensa situación, las camarillas políticas del estado, comenzaron a difundir el rumor, a mediados del mes de marzo de 1955, de que aumentarían las tarifas de los transportes urbanos en Villahermosa. El día 14 de marzo de ese mismo año, los estudiantes del Instituto Juárez organizaron una manifestación de protesta e intentaron incendiar las oficinas de la Cooperativa de Transportes de Villahermosa. El día 16 la agitación llegó a su punto más alto. Durante todo el día la multitud estuvo atacando las casas comerciales; en tanto que otro grupo de manifestantes, reunidos en la Plaza de Armas, exigían la desaparición de Poderes en el Estado.
El presidente Adolfo Ruiz Cortines le tenía tanto aprecio a Carlos Madrazo, que cada vez que Bartlett asistía a tomar acuerdos con el presidente, este último le sugería que le diera una oportunidad en el gabinete del estado; cosa que a Bartlett no le parecía bien porque conocía los antecedentes garridistas y, además, la actitud explosiva de este personaje. Ese antecedente, aunado a la falta de confianza que el presidente le tenía al gobernador de Tabasco, pues era de extracción alemanista, provocaron que desde el centro se hiciera una «limpia» de elementos afines al régimen de Miguel Alemán Valdés. Entre ellos, Alejandro Gómez Maganda, de Guerrero, y Óscar Soto Maynez, de Chihuahua, corrieron con la misma suerte.
Los grupos políticos locales, se valían de rumores para enardecer a la gente y ponerla en contra del Gobernador en turno. Ante esa grave situación y para que no se generara más caos, Manuel Bartlett presentó su renuncia al cargo de Gobernador, el 22 de marzo de 1955, quedando como Gobernador Interino el General de División Miguel Orrico de los Llanos, primo de Carlos Madrazo, quien tres años más tarde y gracias a los buenos oficios de su primo -a pesar de las manifestaciones en su contra- llegó a ser Gobernador de Tabasco para el sexenio 1959-1964.

## Fallecimiento
El licenciado Manuel Bartlett Bautista murió el 24 de abril de 1963 y fue sepultado en el Panteón Francés de la Piedad, en la Ciudad de México.
Durante su sepelio, el tabasqueño Rodulfo Brito Foucher, ex-rector de la Universidad Nacional Autónoma de México, dijo, «debido a su honradez acrisolada y a su buen corazón, llega a la tumba con las manos limpias de oro y de sangre».